# Diplôme national supérieur professionnel
Ne doit pas être confondu avec DEM, DEC, DET.
Le diplôme national supérieur professionnel (DNSP) est un diplôme décerné par différentes institutions en France dans les disciplines de la musique, de la danse, du cirque ou du théâtre. Ces diplômes sont sous le contrôle du ministère de la Culture. Ils peuvent être obtenus par la voie de la formation initiale ou continue, par la voie de l'apprentissage ou, en tout ou partie, par la validation des acquis de l'expérience. Ces diplômes sont inscrits de droit au répertoire national des certifications professionnelles (RNCP).

## Condition d'accès
Les prérequis d'entrée en formation initiale conduisant au diplôme national supérieur professionnel sont de justifier, selon le domaine d'étude, de l'obtention du diplôme d'études musical, chorégraphique, de danseur ou de comédien ou du diplôme national d'orientation professionnelle de musicien, chorégraphique, de danseur ou de comédien ou d'un parcours de formation d'une durée d'au moins trois ans. Le choix d'un ou de plusieurs de ces prérequis d'entrée en formation est défini par le règlement des études de l'établissement.
Il convient aussi d'attester par un certificat médical de la non-contre-indication à la pratique de la danse ou de comédien pour ces deux domaines d'études. Les candidats doivent en outre fournir un document attestant de leur niveau d'études d'enseignement général. Le directeur de l'établissement, après avis de l'équipe pédagogique, peut accorder, à titre dérogatoire et sur demande motivée du candidat, l'autorisation de se présenter au concours d'entrée pour les candidats n'ayant pas les diplômes cités ci-dessus. Les candidats admis non titulaires du baccalauréat bénéficient d'aménagements d'horaires leur permettant de suivre les cursus d'études conduisant à la délivrance de ce diplôme.

## Le diplôme

### Déroulement des études
En formation initiale, le cursus d'études est d'une durée variable selon les établissements, définie par le règlement des études. Relèvent[Quoi ?] du cursus d'enseignement supérieur et sont validés par le diplôme national supérieur professionnel les six derniers semestres de ces formations, organisés selon les cas en lien avec des enseignements généraux conduisant au baccalauréat ou avec des enseignements universitaires pour les étudiants remplissant les conditions d'accès à l'université.
Les parcours de formation sont organisés en unités d'enseignement. Ces unités concernent l'interprétation, les apprentissages techniques et artistiques, les connaissances corporelles et théoriques, la culture générale ainsi que la préparation au métier. L'interprétation et les apprentissages techniques et artistiques doivent avoir une place prépondérante en termes de volume horaire dans le parcours de formation.
La formation comporte au moins une période de stage en milieu professionnel et des mises en situation professionnelle organisées par l'établissement. L'organisation, le suivi pédagogique et l'évaluation des stages en milieu professionnel sont placés sous la responsabilité de l'établissement d'enseignement supérieur. Ils font l'objet d'une convention entre l'étudiant, l'organisme d'accueil et l'établissement d'enseignement supérieur précisant les conditions d'accueil de l'étudiant dans l'organisme d'accueil ainsi que la durée, le calendrier et le descriptif des activités confiées à l'étudiant. Durant les stages en milieu professionnel, les étudiants restent sous la responsabilité du directeur de l'établissement d'enseignement supérieur. Les unités d'enseignement permettent l'obtention de crédits ECTS européens dont le nombre et les modalités d'attribution sont définis par le règlement des études. Il faut 180 crédits pour l'obtention du diplôme.

### Évaluation et délivrance du diplôme
Peuvent être habilités à délivrer le diplôme national supérieur professionnel les établissements publics nationaux, les établissements publics de coopération culturelle et les établissements de statut associatif, dans les conditions fixées ci-après.
Toutes les unités d'enseignement donnent lieu à une évaluation continue. L'évaluation continue porte sur l'évolution de l'étudiant, les travaux réalisés et sur les acquis des périodes de stage en milieu professionnel ou des mises en situation professionnelle. Elle se traduit, pour chaque unité d'enseignement, par une note de 0 à 20. Les notes sont attribuées par le directeur de l'établissement, sur proposition de l'équipe pédagogique. Les unités d'enseignement concernant l'interprétation et les apprentissages techniques et artistiques donnent également lieu à une évaluation terminale en fin de cursus. Les jurys des évaluations terminales attribuent une note de 0 à 20.
Les unités d'enseignement concernant les connaissances pratiques et théoriques qui sont acquises lorsque le candidat a obtenu au moins 10 sur 20 à l'évaluation continue. Les unités d'enseignement concernant l'interprétation et les apprentissages techniques et artistiques sont acquises lorsque le candidat a obtenu une note d'au moins 10 sur 20 à chaque unité, cette note étant la moyenne de la note d'évaluation continue et d'évaluation terminale.
Le diplôme national supérieur professionnel peut être délivré par la validation des acquis de l'expérience aux candidats qui justifient de compétences acquises dans l'exercice d'activités salariées, non salariées ou bénévoles, de façon continue ou non, en rapport direct avec le métier. La durée totale d'activité cumulée exigée est d'au moins trois années pouvant être justifiées par un minimum de 1 521 heures ou 129 cachets sur cette durée. Le directeur de l'établissement décide de la recevabilité des demandes de validation des acquis de l'expérience et notifie sa décision aux candidats.

## Les domaines
Le diplôme national supérieur professionnel consacre un enseignement initial et supérieur dans 4 domaines de la culture :
- la musique, sous le nom de diplôme national supérieur professionnel de musicien (DNSPM)[7]
- la danse, sous le nom de diplôme national supérieur professionnel de danseur (DNSPD) [8]
- le théâtre, sous le nom de diplôme national supérieur professionnel de comédien (DNSPC)[9]
- le cirque, sous le nom de diplôme national supérieur professionnel d'artiste de cirque (DNSPAC)[10]